# Vladimír Filo
Vladimír Filo (ur. 15 stycznia 1940 w Gáň, zm. 18 sierpnia 2015 w Nitrze) – słowacki duchowny katolicki, biskup rożnawski w latach 2008–2015.

## Życiorys
Święcenia kapłańskie otrzymał 25 lipca 1962 i został inkardynowany do diecezji trnawskiej, gdzie pełnił przede wszystkim funkcje duszpasterskie w parafiach (m.in. w Senec, Trnawie i Kolárovie).

### Episkopat
17 marca 1990 papież Jan Paweł II mianował go biskupem pomocniczym archidiecezji trnawskiej, ze stolicą tytularną Thucca in Mauretania. Sakry biskupiej udzielił mu abp Ján Sokol. Był m.in. rektorem seminarium w Bratysławie (1990–1991) oraz wikariuszem sądowym. Wykładał także prawo kanoniczne na Wydziale Teologii Rzymskokatolickiej Uniwersytetu Komeńskiego w Bratysławie.
23 listopada 2002 papież mianował go biskupem koadiutorem diecezji rożnawskiej. Pełnię rządów w diecezji objął po przejściu na emeryturę poprzednika 27 grudnia 2008.
21 marca 2015 papież przyjął jego rezygnację z pełnionego urzędu złożoną ze względu na wiek.